# Demostraciones del pequeño teorema de Fermat
En este artículo se recogen unas cuantas demostraciones del pequeño teorema de Fermat, que establece:
| Si a es un número natural y p un número primo, entonces {\displaystyle a^{p}\equiv a{\pmod {p}}}. |

Este teorema es un caso especial del teorema de Euler que generaliza este concepto mucho más.

## Demostración original de Euler
Leonhard Euler dio en 1736 la primera demostración en un artículo titulado Theorematum Quorundam ad Números Primos Spectantium Demonstratio y es la siguiente:
Se demuestra por inducción matemática sobre los números naturales.
Sea n = 1, sabemos que {\displaystyle 1^{p}-1=0} es divisible por p primo. Supongamos ahora que se aplica para 2 y es correcto, entonces tendremos que {\displaystyle p\mid 2^{p}-2}. Si se aplica a todos los números hasta n y se cumple la proposición, 
y se puede demostrar que para n + 1 también se cumple, entonces se cumplirá para todo n.
- Partimos de que {\displaystyle p\mid n^{p}-n\,\!}

- Utilizamos el binomio de Newton para expandir la potencia (n + 1)p:

{\displaystyle (n+1)^{p}=\sum _{k=0}^{p}\left({\frac {p!}{k!(p-k)!}}\right)n^{p-k}}
- Agrupando factores y reordenando la identidad:

{\displaystyle (n+1)^{p}-(n+1)=n^{p}-n+\sum _{k=1}^{p-1}\left({\frac {p!}{k!(p-k)!}}\right)n^{p-k}}
- Dado que el número resultante del sumatorio del miembro de la derecha es divisible por p, porque el coeficiente binomial {\displaystyle {\frac {p!}{k!(p-k)!}}} es divisible por p para 0 < k < p y p primo, y np -n es divisible por p por hipótesis inductiva, tenemos que (n + 1)p -(n + 1) es divisible por p.

- Repitiendo el proceso vemos que se cumple para todo n.

## Demostración usando el teorema de Euler
El pequeño teorema de Fermat se puede demostrar como un caso particular del teorema de Euler. Si a es un número coprimo con n, entonces:
{\displaystyle a^{\varphi (n)}\equiv 1{\pmod {n}}}
donde φ(n) es la función φ de Euler.
Dado que para cada primo p, φ(p) = p - 1, entonces obtenemos que 
{\displaystyle a^{p-1}\equiv 1{\pmod {p}}}
que es la forma en la que se suele representar el teorema. Para obtener la forma original, solo debemos conocer una sencilla propiedad en aritmética modular que dice que si A, B son dos números enteros 
cualesquiera tales que A ≡ B (mod n), entonces para cualquier número natural C tenemos que AC ≡ BC (mod n).
Multiplicando a en ambos lados de la relación de equivalencia obtenemos la forma original:
{\displaystyle a^{p}\equiv a{\pmod {p}}}

## Demostración utilizando aritmética modular
Esta demostración se basa en el uso de aritmética modular y es la que suele aparecer en los textos de teoría de números.
La demostración se basa en dos lemas que se exponen a continuación:
Lema 1: Ley de cancelación.
Si u, x e y son números enteros y u no es divisible por un número primo p, y
{\displaystyle ux\equiv uy{\pmod {p}}\,\!}
entonces nosotros podemos "cancelar" u, quedando
{\displaystyle x\equiv y{\pmod {p}}.\,\!}
Se puede comprobar fácilmente esto ya que según el lema de Euclides, si un primo p divide al producto rs (donde r y s son enteros), entonces p divide a r o p divide a s. 
Dado que ux ≡ uy (mod p) significa que p divide a ux - uy, sacando factor común, u(x - y), y puesto que p no divide a u, tenemos que p divide a (x - y) 
de lo que se sigue que x ≡ y (mod p).
Lema 2: Propiedad de reagrupación.
La secuencia
{\displaystyle a,2a,3a,\ldots ,(p-1)a,\,\!}
con a no divisible por p, cuando es reducida módulo p , puede volver a reagruparse en la secuencia
{\displaystyle 1,2,3,\ldots ,p-1.\,\!}
Para empezar, ninguno de los términos a, 2a, ..., (p − 1)a puede ser cero módulo p, ya que si k es uno de los números 1, 2, ..., p − 1, entonces k no es divisible por p, y tampoco
a, así que, según el lema de Euclides ka no es divisible por p. Por lo tanto, los números de la secuencia a, 2a, ..., (p − 1)a, al ser reducidos módulo p, deben encontrarse
entre los números 1, 2, 3, ..., p − 1.
Ahora bien, los números a, 2a, ..., (p − 1)a deben de ser todos distintos al ser reducidos módulo p, puesto que si
{\displaystyle ka\equiv ma{\pmod {p}}\,\!}
donde k y m son números de la lista 1, 2, ..., p − 1, entonces la ley de cancelación dice que
{\displaystyle k\equiv m{\pmod {p}}.\,\!}
Al reducir la secuencia a, 2a, ..., (p − 1)a módulo p, obtendremos la secuencia 1, 2, ..., p − 1, pero en distinto orden, en definitiva, una biyección.
Demostración.
- Sea a un entero positivo no divisible por p. Escribimos la secuencia de números

{\displaystyle a,2a,3a,\ldots ,(p-1)a}
- Si se reduce cada elemento de la secuencia módulo p y se reagrupa (lema 2), nos queda la secuencia:

{\displaystyle 1,2,3,\ldots ,(p-1)}
- Multiplicando todos los elementos de la primera secuencia, se observa que es equivalente módulo p a la multiplicación de todos los elementos de la segunda secuencia, o sea:

{\displaystyle a\cdot 2a\cdot 3a\cdot \cdots \cdot (p-1)a\equiv 1\cdot 2\cdot 3\cdot \cdots (p-1){\pmod {p}}.}
- Agrupando los términos a:

{\displaystyle a^{p-1}(1\cdot 2\cdot 3\cdot \cdots \cdot (p-1))\equiv 1\cdot 2\cdot 3\cdot \cdots (p-1){\pmod {p}}.}
- Finalmente, cancelando (lema 1) los números 1, 2 , ..., p - 1 obtenemos:

{\displaystyle a^{p-1}\equiv 1{\pmod {p}}.\,\!}

## Demostración utilizando teoría de grupos
Esta demostración requiere los más básicos elementos de teoría de grupos.
La idea fundamental es reconocer que el grupo G={1, 2, …, p − 1}, con la operación de multiplicación (bajo módulo p) forma un grupo. Generalmente se denota a este grupo como (Z/nZ)x. 
El único axioma de grupo que requiere un poco esfuerzo de demostrar es que cada elemento de G es invertible. Se demuestra a continuación.
Propiedad de invertibilidad.
Para demostrar que cada elemento b de G es invertible, se procede de la siguiente manera. Puesto que b es coprimo con p, la identidad de Bézout asegura que existen dos enteros x e y tales que:
{\displaystyle bx+py=1\,\!}
Leyendo esta ecuación "módulo p", se puede observar que x es el inverso de b (módulo p), puesto que
{\displaystyle bx\equiv 1{\pmod {p}}\,\!}
Como para cada b ∈ G existe un x que es su inverso módulo p, de concluye que G es un grupo.
Una vez demostrado que G es un grupo se demuestra el teorema:
- Sea a un número entre 1 ≤ a ≤ p − 1, esto es, un elemento de G. Sea k el orden de a, así pues

{\displaystyle a^{k}\equiv 1{\pmod {p}}\,\!}
- Por el teorema de Lagrange, k divide el orden de G, que es p - 1, así que p - 1=km para algún entero m. Luego

{\displaystyle a^{p-1}\equiv a^{km}\equiv (a^{k})^{m}\equiv 1^{m}\equiv 1{\pmod {p}}\,\!}